# Türkmenistanyň agrar partiýasy
Die Türkmenistanyň agrar partiýasy, dt.: Agrarpartei Turkmenistans (en: Agrarian Party of Turkmenistan) ist eine eingetragene politische Partei in Turkmenistan, die am 28. September 2014 gegründet wurde.
Als eine der drei offiziell registrierten politischen Parteien, ist sie in der Versammlung Turkmenistans (Türkmenistanyň Mejlisi) vertreten.
Bei der Präsidentschaftswahl 2017 nominierte die Agrarpartei Durdygylyç Orazow als ihren Kandidaten. Orazow belegte mit 1.898 Stimmen (0,06 %) den neunten (letzten) Platz unter den Kandidaten. Bei der Präsidentschaftswahl 2022 nominierte die Partei Agajan Bekmyradow, der 7,22 % der Stimmen erhielt und den dritten Platz erreichte.
Unter den am 25. März 2018 gewählten Abgeordneten, Mitgliedern des Volksrates (Halk Maslahaty) und der Gemeinderäte (turkmen.: geňeşler) befinden sich 3257 Vertreter der Demokratischen Partei, 352 der Partei der Industriellen und Unternehmer (Türkmenistanyň Senagatçylar we Telekeçiler partiýasy) und 2498 Unabhängige Abgeordnete.

## Kritik
Die Partei unterstützt die Politik des ehemaligen Präsident Gurbanguly Berdimuhamedow und seines Sohnes Serdar, der die Nachfolge seines Vaters antrat, und erweckt damit nur die Illusion von Mehrparteienwahlen (Gelenkte Demokratie).

## Wahlergebnisse

### Präsidentschaftswahl
| Jahr | Kandidat          | 1. Runde  | 1. Runde | 2. Round  | 2. Round | Ergebnis |
| Jahr | Kandidat          | # Stimmen | %        | # Stimmen | %        | Ergebnis |
| ---- | ----------------- | --------- | -------- | --------- | -------- | -------- |
| 2017 | Durdygylyç Orazow |           | 0,06 %   | —         | —        | verloren |
| 2022 | Agajan Bekmyradow |           | 7,22 %   | —         | —        | verloren |

### Parlamentswahlen
| Wahlen | Parteiführer  | Stimmen | % | Sitze  | +/–  | Position | Regierung                   |
| ------ | ------------- | ------- | - | ------ | ---- | -------- | --------------------------- |
| 2018   | Rejep Bazarow |         |   | 11/125 | Neu  | 3.       | Unterstützung der Regierung |
| 2023   | Rejep Bazarow |         |   | 24/125 | ▲ 13 | ▲ 2.     | Unterstützung der Regierung |